# Concentração de tensões

Linhas de força internas são mais densas próximo ao furo

Na engenharia, uma concentração de tensões é um local em um corpo onde tensões são concentradas (mais elevadas). Um objeto é mais resistente quando as forças por eles transmitidas são uniformemente distribuídas sobre sua área, e assim uma redução de área, causada por exemplo por uma trinca, resulta em um aumento localizado de tensões. Um material pode falhar, ocorrendo um propagação de trincas, quando uma tensão concentrada excede a resistência de coesão teórica do material. A resistência à fratura real de um material é sempre menor que o valor teórico porque a maioria dos materiais contém pequenas trincas ou contaminantes que concentram tensões. Trincas de fadiga sempre iniciam em concentração de tensões, e assim removendo tais defeitos é aumentada a resistência à fadiga.

## Causas

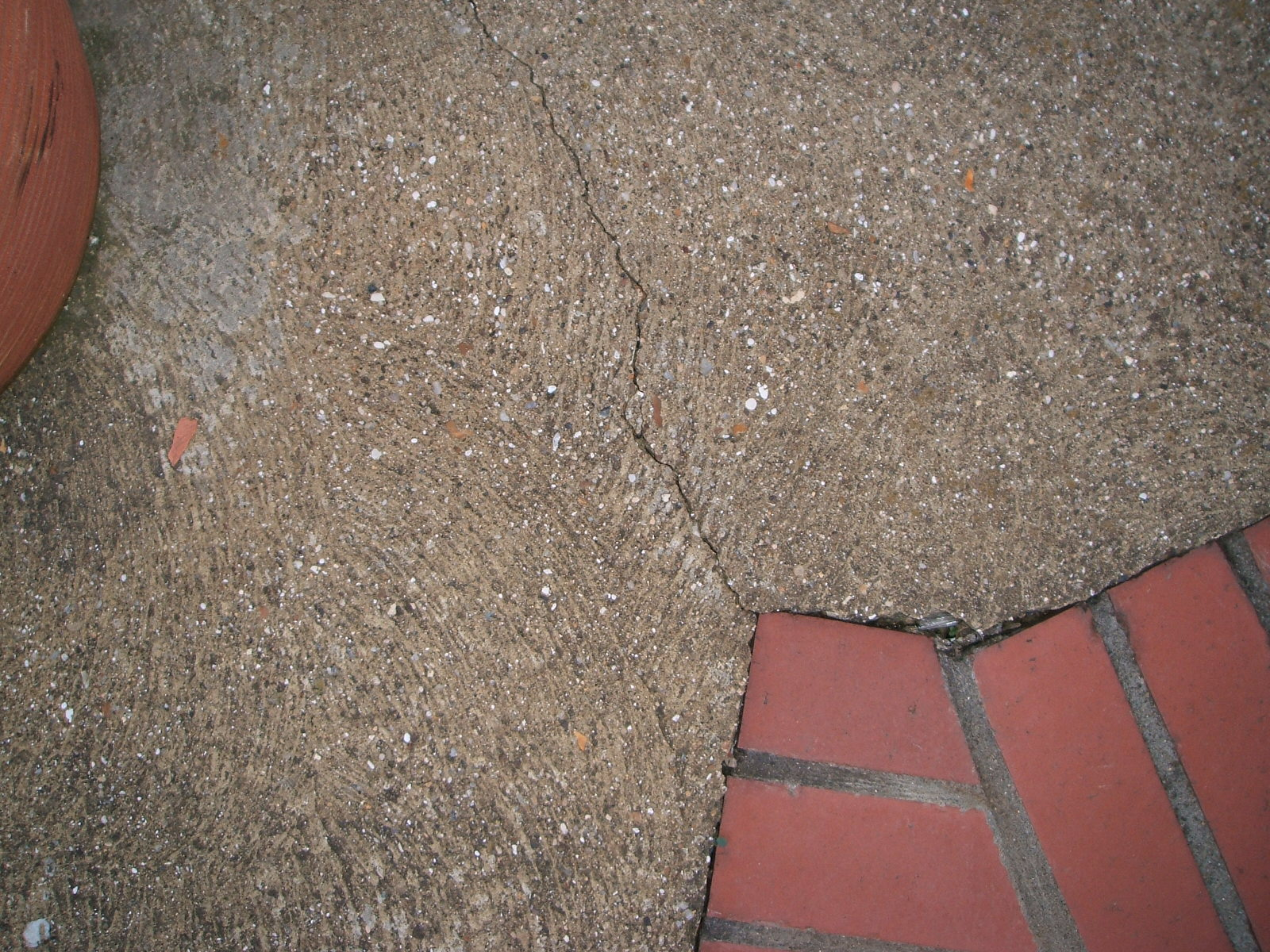
O canto agudo no tijolo atuou como um concentrador de tensão dentro do concreto, fazendo-o rachar

Descontinuidades geométricas causam aumentos localizados na intensidade do campo de tensões. Exemplos de formas que causam estas concentrações são trincas, cantos vivos, furos e mudanças da área da seção transversal de corpos submetidos a ações externas. Elevadas tensões locais podem causar a falha dos materiais, e portanto os engenheiros devem projetar a geometria a fim de minimizar concentração de tensões.

## Prevenção
Um método contra intuitivo de reduzir um dos piores tipos de concentração de tensões, uma trinca, é fazer um furo com uma furadeira no final da trinca. Este furo, de diâmetro relativamente grande, causa uma menor concentração de tensões que o final pontiagudo de uma trinca. Esta é contudo uma solução temporária que deve ser corrigida logo após.
É importante verificar sistematicamente possíveis concentrações de tensão causadas por trincas - existe um comprimento crítico de trinca 2a para a qual, quando este valor é excedido, a trinca se propaga até causar falha catastrófica. Esta falha é definitiva pois a trinca se propaga sem estabilizar quando a comprimento a maior que 2a (não é necessário energia adicional para aumentar o comprimento da trinca e assim a mesma continua a crescer até o material falhar). A origem do valor 2a pode ser entendida pela teoria de Griffith de fratura frágil.
Outro método para reduzir concentração de tensões é criar um filete em ângulos vivos. Desta forma ocorre um fluxo contínuo das linhas de tensão.

## Exemplos

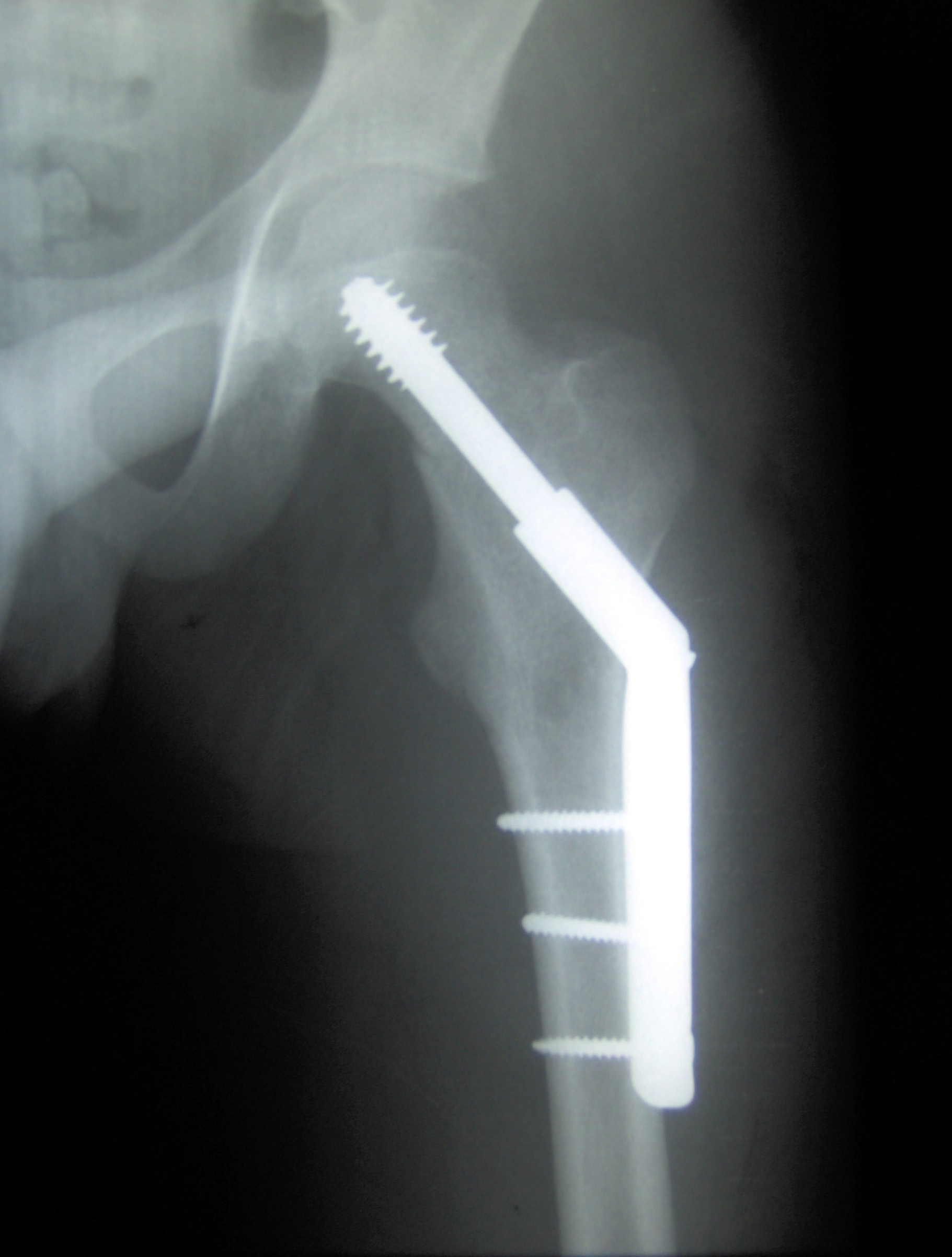
Esta órtese é implantada para sustentar o fêmur após uma fratura, mas a concentração de tensões na dobra aumenta as chances de quebra.

O termo "elevador de tensão" (em inglês:  "stress raiser") é usado em cirurgia ortopédica; um ponto focal em um implante de órtese é seu provável ponto de falha.
Casos clássicos de falha de metais causadas por concentração de tensões incluem fadiga nos vértices das janelas do avião de Havilland Comet e fratura frágil nos vértices das escotilhas dos navios da Classe Liberty em condições de baixa temperatura e grandes solicitações mecânicas em temporais de inverno no Oceano Atlântico.

## Fator de concentração de tensões para trincas
A tensão máxima que ocorre nas imediações de uma trinca surge na área próximo ao menor raio de curvatura. Em uma trinca elíptica de comprimento {\displaystyle 2a} e largura {\displaystyle 2b}, a tensão na extremidade do eixo maior é dada por
{\displaystyle \sigma _{max}=\sigma \left(1+2{\cfrac {a}{b}}\right)=\sigma \left(1+2{\sqrt {\cfrac {a}{\rho }}}\right),}
sendo ρ o raio de curvatura na extremidade da trinca. Um "fator de concentração de tensões" é a relação entre a maior tensão ({\displaystyle \sigma _{max}}) e uma tensão de referência ({\displaystyle \sigma }) da seção transversal bruta. Quando o raio de curvatura tende a zero, a tensão máxima converge para o infinito. Notar que o fator de concentração de tensões é uma função da geometria da trinca, e não de seu tamanho. Estes fatores podem ser encontrados em bibliografias típicas de engenharia, a fim de prever as tensões que não podem ser determinadas pela abordagem clássica da resistência dos materiais.